# The Orphanage
(Tagline del film)
The Orphanage (El Orfanato) è un film del 2007 diretto da Juan Antonio Bayona, vincitore di sei premi Goya, su quattordici candidature.
Il film è stato presentato come Proiezione Molto Speciale alla 46º edizione della Semaine de la Critique all'interno del Festival di Cannes 2007.
Uscito nel paese natale il 28 dicembre 2007, in Italia il film, distribuito dalla Key Films, è uscito nelle sale il 14 novembre 2008.

## Trama
Laura ha trascorso un'infanzia felice in un orfanotrofio (un'isolata dimora poco lontana dal mare, nelle Asturie), amata dal personale quanto dagli altri bambini orfani, che lei ha amato come fossero fratelli e sorelle. Trent'anni dopo decide di ritornare all'orfanotrofio, ormai abbandonato, insieme al marito Carlos e al figlio adottivo Simón affetto da HIV, per riaprirlo come casa famiglia per bambini con Sindrome di Down.
Subito però, l'alone di mistero di quel luogo sembra stimolare la fantasia del figlio, che comincia a tessere una tela di storie fantastiche e di «amici immaginari», che vengono ascoltate con disagio da Laura. Mentre il padre Carlos rimane scettico, credendo che il figlio si stia inventando tutto, Laura piomba nelle irreali storie del figlio, che divengono reali, facendo riemergere dall'oblio ricordi tormentosi della propria infanzia. Un giorno si presenta in casa un'assistente sociale, che desidera insistentemente parlare del passato del bambino. Laura la caccia in malo modo, ma poco dopo Simòn la sottopone a una strana "caccia al tesoro", che lui dice essere stata organizzata dai suoi amici immaginari, al termine della quale lui si trova di fronte ai suoi documenti d'adozione. Le dice inoltre di sapere che lei e suo marito non sono i suoi veri genitori, poiché gliel'avrebbero detto i suoi amici. La donna rimane molto turbata dall'avvenimento, ma cerca di essere comprensiva con suo figlio. Durante la notte, la stessa assistente sociale si intrufola di nascosto nel capanno del giardino dell’abitazione mentre sembra cercare qualcosa, ma viene scoperta da Laura e si dà alla fuga. Alla festa in maschera per l'inaugurazione della casa famiglia, il bambino scompare come inghiottito dal nulla. Nessuno dei presenti sembra averlo visto, così come nessuno sembra aver visto il bambino con la maschera da spaventapasseri che ha seguito Laura fino in bagno, per poi rinchiuderla dentro. Per i genitori inizia l'incubo e il desiderio inarrestabile di ritrovare il figlio.
Le ricerche della polizia durano sei mesi senza successo. L'unica cosa che scopre la polizia è che l'assistente sociale che era venuta da Laura le ha lasciato un biglietto da visita falso.
Un giorno, mentre Laura e Carlos sono in macchina, vedono l'assistente sociale che attraversa la strada davanti a loro. Laura la chiama, la vecchia si ferma e in quell'istante viene investita da un'ambulanza che la colpisce in pieno, uccidendola. La donna si chiamava Benigna, ed era un'inserviente dell'orfanotrofio, arrivata dopo la partenza di Laura. La polizia esegue delle ricerche su di lei e scopre che aveva un figlio, di cui si vergognava perché deformato in volto. Il bambino, di nome Tomás, portava sempre una maschera.
Durante un gioco con gli altri bambini dell'orfanotrofio il figlio di Benigna era stato trascinato in una grotta vicino alla spiaggia. Qui gli era stato rubato il cappuccio con cui nascondeva il suo viso. I bambini l'avevano atteso fuori dalla grotta, ma con l'arrivo dell'alta marea il bambino annegò, e il suo corpo tempo dopo venne ritrovato portato a riva dalla marea.
La madre prova tutte le strade: si rivolge prima a un gruppo d'ascolto, poi parla con uno psicanalista. Lo specialista le propone di ascoltare una medium. Carlos è scettico, ma l'esperimento viene condotto poiché Laura ha percepito dei rumori e delle presenze in casa; inoltre sarà presente anche una funzionaria della polizia. La medium, Aurora, percepisce la presenza nella casa di cinque bambini, sente le loro grida, poi li vede: sono stati avvelenati e sono in punto di morte. Simón non è tra loro.
Al termine della visita, Laura si trova in bilico tra la sua coscienza, che le dice di credere alla medium, e il marito e la poliziotta, che le consigliano di non fidarsi. La medium, che ha ascoltato le critiche, le dice: "Non si deve vedere per credere, ma credere per vedere. Se lei crede, allora vedrà".
Laura decide di credere alla medium ed accetta una caccia al tesoro con «i bambini». La scoperta è terribile: dentro un forno in disuso da trent'anni scopre dei sacchi con i poveri resti umani di alcuni corpi. Interviene la polizia, che identifica i cadaveri di cinque bambini. Erano stati tutti ospiti dell'orfanotrofio, e Laura era stata loro amica. Laura capisce finalmente cos'era successo nella casa: Benigna si era vendicata con i cinque compagni di gioco di Tomás uccidendoli tutti. A questo punto Laura pensa di aver capito la verità: gli spiriti dei cinque bambini hanno rapito Simón per vendicarsi di essere stati uccisi da Benigna; inoltre trova gli indizi per una "caccia al tesoro" simile a quella che le aveva fatto giocare suo figlio, ma non riesce a trovare l'ultima tappa, simboleggiata da una maniglia divelta da una porta che non si trova. Così concepisce un piano per riprendersi suo figlio. Chiede al marito di lasciarla sola nella casa per due giorni, poi riassetta la casa per renderla simile a com'era ai suoi tempi. Rifà lo spaventapasseri, rifà la stanza dei bambini, poi, all'ora della merenda, suona la campanella e si mette a tavola. La tavola è perfettamente imbandita com'era trent'anni prima. Laura si fa coraggio e spera che succeda qualcosa, ma non accade nulla.
Ormai persasi d'animo tenta un'ultima cosa: il gioco «Un, due, tre: stella!», che quand'era bambina faceva tutti i giorni. All'improvviso scorge delle presenze dietro di lei. Poi viene toccata sulla schiena. Si volta ed insegue le presenze, che la portano in uno sgabuzzino. Capisce che c'è una porta nascosta. Al di là scopre una scala che porta in basso. Scende e trova un ambiente dove non era mai stata prima. Alle pareti ci sono disegni fatti da mano infantile. Pensa di essere arrivata alla soluzione finale. Infatti in un angolo della stanza vede Simón: lo stringe forte a sé per proteggerlo dalle inquietanti presenze che nel frattempo hanno fatto capolino nello scantinato e lo prega di cancellare per sempre i suoi «amici invisibili» e di affidarsi totalmente ai genitori. Quando riapre gli occhi, Laura si accorge di avere tra le braccia solo una coperta e, guardandosi attorno, scopre il cadavere del piccolo Simón con indosso la maschera di Tomás. Allora capisce tutto. In realtà è stata lei a uccidere il figlio: inconsapevolmente, durante la festa, aveva sbarrato la porta di accesso alla cantina, che in passato era la vecchia stanza del bambino deforme, in cui Simón si era recato e dalla quale non era più potuto uscire. I rumori che lei sentiva in casa erano fatti dal piccolo che cercava di uscire, mentre gli spiriti erano solo allucinazioni, probabilmente frutto di un qualche esaurimento nervoso.
Stringendo a sé il bambino ormai morto, si dirige nella camera da letto dei bambini, ingerisce delle pillole e si suicida, rivedendo attorno a sé tutti i suoi ex-compagni di gioco. Davanti all'orfanotrofio viene posta una targa commemorativa e il marito di Laura vi depone dei fiori. Rivisitando la casa trova, sul pavimento della stanza dei bambini, una catenina con medaglietta che aveva dato alla moglie prima di lasciarla sola dicendole che l'avrebbe rivoluta indietro solo dopo aver ritrovato Simon. Le porte della camera si aprono improvvisamente, Carlos guarda nella loro direzione e sorride.

## Incassi
In Italia, in totale, la pellicola ha incassato circa 1385638 €, mentre l'incasso mondiale (dato aggiornato al 3 marzo 2008 quindi prima della uscita nelle sale italiane) ammonta a ben 56100003 €
Solo nel primo weekend (14-16 novembre), in Italia il film ha incassato 585282 €, con una media per sala di circa 2912 €. Gli incassi del secondo weekend (21-23 novembre) si aggirano intorno ai 332532 €, con una media per sala di 1797 €.

## Remake
La New Line Cinema ha ottenuto i diritti della pellicola per realizzare un remake in lingua inglese con Guillermo del Toro come produttore. Il 4 agosto 2009 è stato annunciato che a dirigere il remake statunitense della pellicola sarà Larry Fessenden.

## Premi e riconoscimenti
- 2008 - European Film Awards
  - Nomination Miglior film
  - Nomination Miglior attrice a Belén Rueda
  - Nomination Miglior fotografia a Oscar Faura
  - Nomination Miglior colonna sonora a Fernando Velázquez
  - Nomination Premio del pubblico al miglior film europeo
- 2008 - Premio Goya
  - Miglior regista esordiente a Juan Antonio Bayona
  - Migliore sceneggiatura originale a Sergio G. Sánchez
  - Miglior produzione a Sandra Hermida
  - Miglior scenografia a Josep Rosell
  - Miglior trucco e acconciatura a Lola López e Itziar Arrieta
  - Miglior sonoro a Xavi Mas, Marc Orts e Oriol Tarragó
  - Migliori effetti speciali a David Martí, Montse Ribé, Pau Costa, Enric Masip, Lluis Castells e Jordi San Agustín
  - Nomination Miglior film
  - Nomination Migliore attrice protagonista a Belén Rueda
  - Nomination Migliore attrice non protagonista a Geraldine Chaplin
  - Nomination Miglior attore rivelazione a Roger Princep
  - Nomination Miglior montaggio a Elena Ruiz
  - Nomination Miglior colonna sonora a Fernando Velázquez
  - Nomination Migliori costumi a María Reyes
- 2008 - Festival internazionale del film fantastico di Gérardmer
  - Gran Premio
- 2007 - Critics' Choice Movie Award
  - Nomination Miglior film straniero
- 2007 - Satellite Award
  - Nomination Miglior film in lingua straniera
- 2007 - Saturn Awards
  - Nomination Miglior attrice a Belén Rueda
  - Nomination Miglior film internazionale
- 2009 - Empire Award
  - Nomination Miglior horror